# Monolit (label)
Pour les articles homonymes, voir Monolit.
Monolit, ou Monolit Records (russe : Монолит Рекордс), est un label discographique russe, basé à Moscou. Fondé par Anton Pronin et Yuri Slyusar avec le soutien du centre de production Monolit de Maxim Fadeev en 1994, il est l'une des plus grands labels de Russie,.

## Histoire
Le label publie des compilations de pop - XXXL, Новая Игрушка et Горячая 20-ка. Parmi les autres sorties bien connues du label figurent les projets de Maxim Fadeev : Glyuk'oZa, Linda, Katya Lel, Serebro, Irakli, Molly, etc. Selon le directeur commercial du label, la société vend 3 millions de CD et 4 millions de cassettes en 2004, générant environ 6 millions de dollars de revenus. Jusqu'à 30 à 40 % des produits étaient vendus dans les pays voisins, par exemple en Ukraine, où en 2004 l'entreprise vend jusqu'à un quart du tirage.
En 2007, la société perd un procès intenté par Andrei Razin, créateur du groupe Ласковый май, qui accuse les partenaires du label de distribuer illégalement les disques du groupe,. À son tour, en 2007, Monolit remporte un procès contre un magasin de musique qui distribuait illégalement des albums de Glukoza, Nepara, Yulia Savicheva et Legalize sans le consentement du détenteur des droits d'auteur.
Depuis 2006, le patron du label, Yuri Slyusar (fils de Boris Nikolaevich Slyusar, ancien directeur de l'usine Rostvertol (en)) dirige la Fédération nationale des producteurs de phonogrammes,.